# Carlhubbsia
 Carlhubbsia és un gènere de peixos de la família dels pecílids i de l'ordre dels ciprinodontiformes.

## Taxonomia
- Carlhubbsia kidderi (Hubbs, 1936)
- Carlhubbsia stuarti (Rosen & Bailey, 1959)[1][2][3][4]